# ランカスター公
ランカスター公（Duke of Lancaster）は、イングランドの公爵位。王族であるランカスター家と密接に結びついており、現在はイングランド王位保持者の称号の一つとなっている。

## 概要
ヘンリー3世の子エドモンド・クラウチバックの子孫であるランカスター家はランカスター伯の爵位を保持していたが、エドワード3世からヘンリー・オブ・グロスモントがランカスター公に叙せられた。ヘンリー・オブ・グロスモントが1361年に死亡したことで一旦中絶したが、娘ブランシュの夫でエドワード3世の息子でもあるジョン・オブ・ゴーントが翌1362年に新設されたランカスター公となり、彼の子孫はランカスター家と呼ばれることとなった。また、ジョンは妻の権利でダービー伯・リンカーン伯・レスター伯も兼ねた。
1399年、ジョンとブランシュの子であるヘンリー・ボリングブルックはヘンリー4世として即位し、同名の息子ヘンリーへプリンス・オブ・ウェールズと共にランカスター公位を与えた。その後彼がヘンリー5世として即位して以降は王位に伴う称号となった。封地としてランカスター公領を保有し、ランカシャーを中心に周辺地域に分布する。現在はイギリス王の財産を管理するクラウン・エステートの管理地となっている。またイギリスの内閣にはランカスター公領大臣が存在する。現在の称号保持者は、チャールズ3世である。

## 歴代ランカスター公
（括弧内は在位）
- ヘンリー・オブ・グロスモント（1306年 - 1361年）
- ジョン・オブ・ゴーント（1362年 - 1399年）
- ヘンリー・ボリングブルック（1399年） ⇒ ヘンリー4世 (イングランド王)
- ヘンリー・オブ・モンマス（1399年から1413年） ⇒ ヘンリー5世 (イングランド王)

以降はノルマンディー公、マン島領主等とともにイングランド王とともに継承される称号の一つとなっている。イギリス君主一覧を参照。